# Wanaparthy (Distrikt)
Der Distrikt Wanaparthy (Telugu వనపర్తి జిల్లా, Urdu ونپرتی ضلع) ist ein Verwaltungsdistrikt im südindischen Bundesstaat Telangana. Verwaltungssitz ist die Stadt Wanaparthi.

## Geographie und Klima

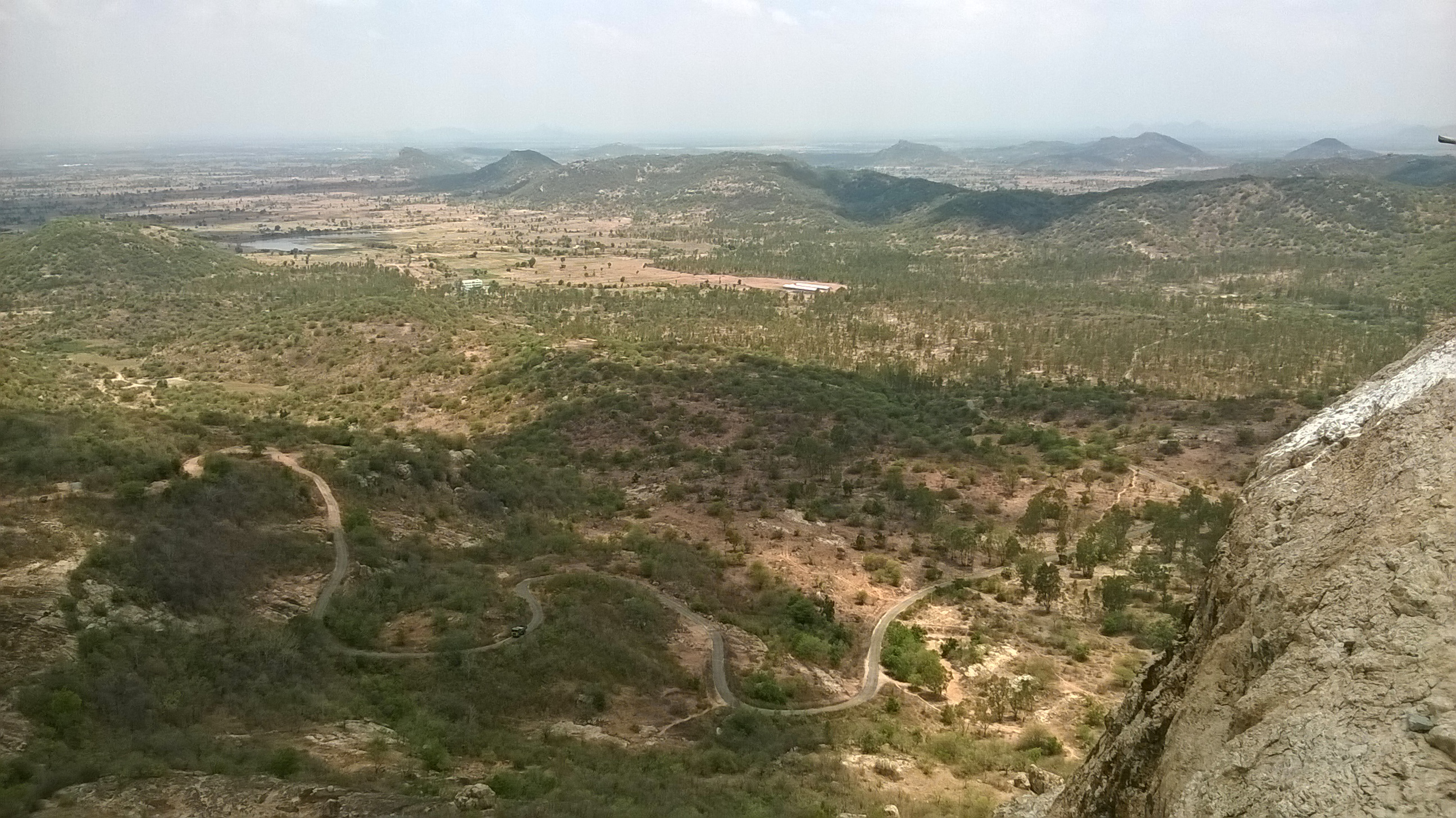
Tirumalayya Hills in Wanaparthy

Der Distrikt liegt im Südwesten Telanganas in der Hochebene des Dekkan. Die Distriktfläche beläuft sich auf 2152 km² bzw. 2164,59 km² (beide Angaben von der Distriktwebseite). Die angrenzenden Distrikte in Telangana sind Mahabubnagar im Norden, Narayanpet in einem kurzen Abschnitt im Nordwesten, Jogulamba Gadwal im Südwesten, sowie Nagarkurnool im Osten. Im Süden grenzt Wanaparthy über wenige Kilometer an den benachbarten Bundesstaat Andhra Pradesh (Distrikt Kurnool). Die natürliche Distriktgrenze im Südwesten und Süden wird vom Fluss Krishna gebildet.
Das Klima ist über den größten Teil des Jahres trocken und der Jahresniederschlag liegt im Mittel bei 580 mm mit erheblichen Variationen zwischen den Jahren. Etwa 90 Prozent des Regens fällt während der Zeit des Südwestmonsuns von Juni bis November. 4,6 Prozent der Distriktfläche waren 2020/21 mit Wald bedeckt.

## Geschichte

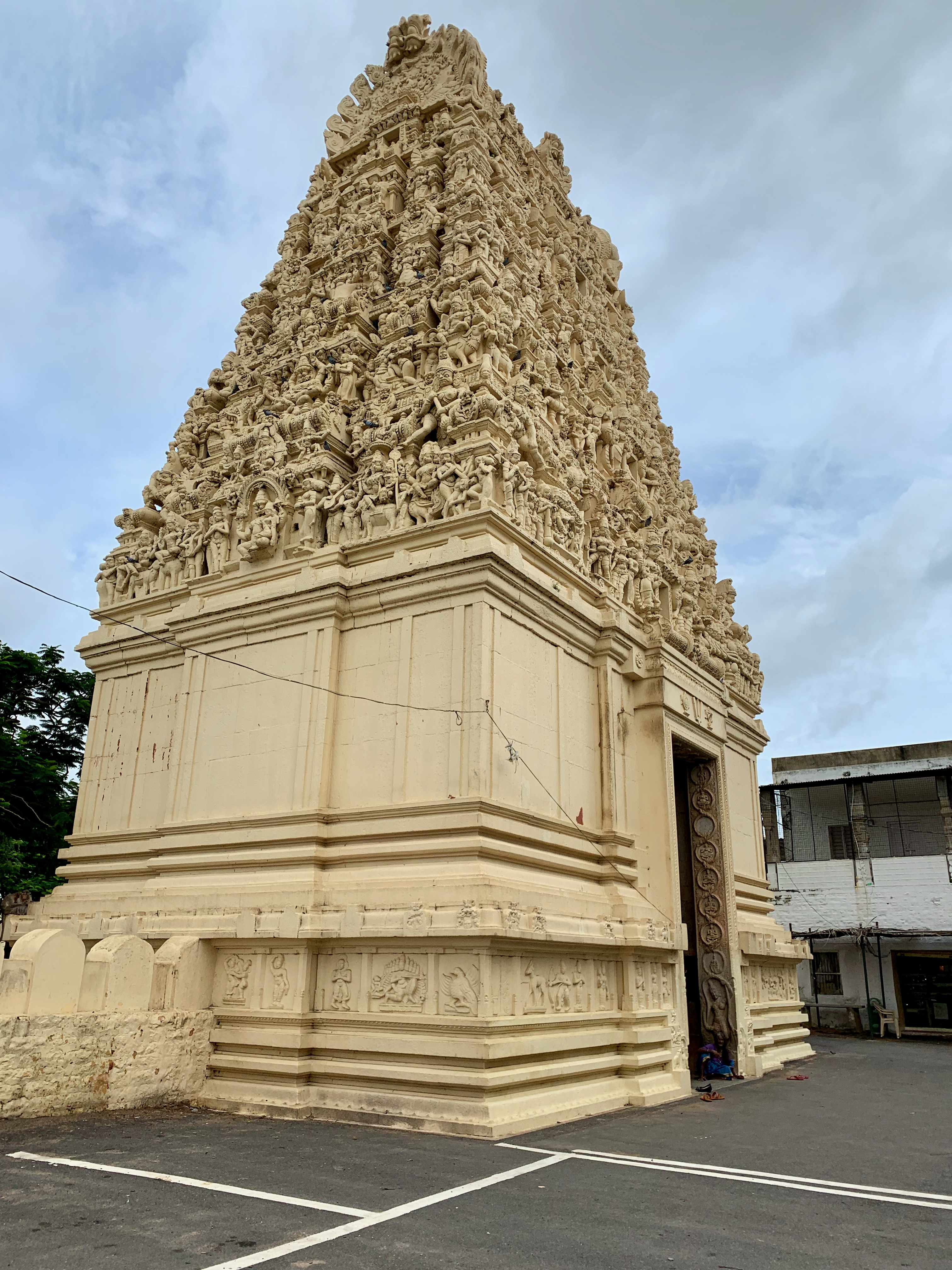
Gopuram des Sri-Ranganayaka-Swamy-Tempels in Srirangapur

Seit der Bildung des Staates Hyderabad im Jahr 1726 stand das Gebiet Telanganas unter der Herrschaft der Asaf-Jah-Dynastie, die hier bis zur Annexion Hyderabads durch das unabhängig gewordene Indien im Jahr 1948 herrschte. 1956 wurde der Staat Hyderabad im States Reorganisation Act aufgelöst, und seine Telugu-sprachigen Anteile in den neuen Bundesstaat Andhra Pradesh eingegliedert. 2014 wurde das Gebiet von Telangana ein eigener Bundesstaat. In Telangana wurde am 11. Oktober 2016 eine neue Distrikteinteilung umgesetzt. Es wurden 21 neue Distrikte geschaffen und die alten vorbestehenden zehn Distrikte entsprechend verkleinert. Dabei entstand auch der Distrikt Wanaparthy neu aus Teilen des Distrikts Mahbubnagar.

## Demografie
Bei der Volkszählung 2011 hatte der Distrikt (in den Grenzen ab 2016) 577.758 Einwohner. Die Bevölkerungsdichte lag mit 267 Einwohnern pro km² merklich unter dem Durchschnitt Telanganas (312 Einwohner/km²). Das Geschlechterverhältnis wies mit 294.833 Männern auf 282.925 Frauen einen leichten Männerüberschuss auf. Die Alphabetisierungsrate lag mit 55,67 % (Männer 65,73 %, Frauen 45,27 %) unter dem Durchschnitt Telanganas (66,54 %) und Indiens (74,04 %). Der Urbanisierungsgrad war mit 15,97 % ebenfalls deutlich niedriger als der Durchschnitt Telanganas (38,88 %). 93.182 Personen (16,13 % der Bevölkerung) gehörten zu den scheduled castes und 46.062 (7,97 %) zu den scheduled tribes.
In Bezug auf die religiösen Bekenntnisse bestand die Bevölkerung des späteren Distrikts im Jahr 2011 überwiegend aus Hindus (93,09 %). Muslime (34.187, 5,92 %), Christen (2.336, 0,40 %) und andere Religionen, bzw. ohne Angabe (3.668, 0,63 %) bildeten kleinere Minderheiten.

## Wirtschaft
Hauptwirtschaftszweig ist die Landwirtschaft, in der etwa 75 Prozent der erwerbstätigen Bevölkerung beschäftigt sind. Angebaut werden Reis, Erdnüsse, Sorghumhirse (jowar), Mais, Straucherbsen (red gram), Rizinus (castor), Baumwolle und Paprika. In der Viehzucht werden hauptsächlich Schafe gehalten.
Für den Ackerbau wurden im Jahr 2020/21 302.568 Acres (56,6 % der Distriktfläche) genutzt. Die Bewirtschaftung erfolgte überwiegend in Klein- und Kleinstbetrieben. Von den 155.115 Landbesitzern bewirtschafteten 98.083 weniger als einen Hektar Land.